# 20. Flak-Division
Die 20. Flak-Division war ein Großverband der Bodentruppen der deutschen Luftwaffe im Zweiten Weltkrieg. Zuständig war die Division bei Aufstellung für die Abwehr von einfliegenden gegnerischen Flugzeugen mittels Flugabwehrgeschützen in Nordafrika und später auf dem besetzten Balkan.

## Geschichte
Der Führungsstab der 20. Flak-Division wurde im November 1942 in Leipzig unter dem Kommando von Generalmajor Georg Neuffer aufgestellt und ist nach seiner Aufstellung nach Nordafrika versetzt werden, um dort als zweites Divisionskommando (neben der 19. Flak-Division) die Führung der dort stationierten deutschen Flakkräfte im Bereich des Panzerarmeeoberkommando 5 in Tunesien zu übernehmen. Nach dem Rückzug der Wehrmachts- und italienischen Verbände, die mit der Bildung des Tunis-Brückenkopfes ihren Höhepunkt entgegenstrebten, wurde die 20. Flak-Division damit beauftragt, den nördlichen Teil des Brückenkopfs zu verteidigen. Wie bei den Flak-Divisionen der Luftwaffe üblich, war die Gliederung der 20. Flak-Division ständigen Schwankungen unterworfen. Am 4. März 1943 gliederte sie sich wie folgt:
- Flak-Regiment 78 Sousse
- schwere Flak-Abteilung 372 Tunis sowie die
- schwere Flak-Abteilung 503 Biserta.

Vor der Kapitulation der Heeresgruppe Afrika am 13. März 1943, gelang es den Batterien der 20. Flak-Division im Erdkampf am 10. März 1943 noch 37 Feindpanzer abzuschießen. Mit der Kapitulation gingen der Führungsstab der Division mit ihrem Kommandanten Neuffer sowie die noch ihr zur Verfügung stehenden Kräfte in alliierte Kriegsgefangenschaft.

### Neuaufstellung
Nur vier Monate später, am 1. Oktober 1943, wurde ein neuer Divisionsstab der aus dem Brigadestab des Inspizienten der Flakartillerie beim Luftwaffenkommando Südost hervorging, aufgestellt. Divisionskommandeur wurde Oberst Otto Sydow, der die Geschicke der Division bis zum 14. November 1944 leitete. Die Division übernahm dabei die Führungsaufgabe der Flakkräfte in Jugoslawien und Albanien. Am 1. Februar 1944 gliederte sich die Division dann folgendermaßen:
- Flak-Regiment 38 (Ostjugoslawien)
- Flak-Regiment 40 (Westjugoslawien und Albanien)
- Flak-Regiment 37 (Luftraum Bor bis Skopje ab September 1944)

Infolge der schweren deutschen Abwehrkämpfe mit der Roten Armee, die im Herbst 1944 auch den Kriegsschauplatz Jugoslawien erreichten, wurde das 37. Flakregiment aufgerieben sowie das 38. Flakregiment im Raum Belgrad beinahe vollständig vernichtet. Ihren Resten gelang es jedoch, sich nach Ungarn abzusetzen.
Am 15. November 1944 wurde Oberst Johann-Wilhelm Doering-Manteuffel dann neuer Kommandant der 20. Flak-Division. Dieses Kommando nahm er bis 18. Januar 1945 wahr, um danach von Generalmajor Theodor Herbert abgelöst zu werden, der jedoch das Kommando bis zum 22. März 1945 innehatte.
Mit Stichtag zum 18. Februar 1945 verfügte die 20. Flak-Division nur noch über eine spärliche Kampfkraft von sieben Flakabteilungen mit 15 schweren sowie 15 mittleren und leichten Batterien. In der Folgezeit musste sich die Division, inzwischen unter ihrem neuen Kommandeur Oberst Ernst Schluchtmann, bis in die Steiermark vor den sowjetischen Streitkräften zurückziehen. Gefechtsstand war zunächst bis 26. April 1945 Sankt Ruprecht und dann bis zum Kriegsende Bruck. Infolge noch rasch folgender Zuführungen von anderen Flakeinheiten verfügte die 20. Flak-Division wenige Tage vor Kriegsende noch über 52 schwere sowie 13 mittlere und leichte Flakbatterien. Nähere Umstände hinsichtlich ihrer Kapitulation sind bisher nicht bekannt geworden.